# Доля праху святого Івана Хрестителя
«До́ля пра́ху свято́го Іва́на Хрести́теля» (нід. Geschiedenis van het gebeente van Johannes de Doper) — картина нідерландського живописця Гертгена тот Сінт Янса (1460/65—1495), представника Північного Відродження. Створена близько 1484 року. Зберігається у Музеї історії мистецтв у Відні (інв. №GG 993).

## Історія
Зовнішня сторона стулки високого вівтаря із церкви Лицарів ордену Св. Івана в Гарлемі; перевезена в Утрехт після зруйнування вівтаря у 1573 році. Подарована королю Англії Карлу I генералом у 1636 році, а після цього Карлом I маркізу Гамільтону. З 1659 року знаходилась в колекції ерцгерцога Леопольда-Вільгельма.
Художник Гертген тот Сінт Янс, відомий також як Гертген Гарлемський, виконав цю картину на замовлення духовно-лицарського єрусалимського ордену іоаннітів, яка стала одним із найбільш знакових його творів. Причиною замовлення вівтаря стала передача мощей турками в 1484 році. Це був великий триптих, від якого, після іконоборства в епоху Реформації, збереглись лише дві великі вівтарні дошки, які первісно складали передню і задню частини правої стулки: «Оплакування Христа» і «Доля праху святого Івана Хрестителя». Внутрішня права частина «Оплакування Христа» також зберігається у Музеї історії мистецтв у Відні.

## Опис
Якщо драматичність фігури Христа в «Оплакуванні» має схожі риси облич Рогіра ван дер Вейдена, то в цій роботі художник передбачає нову тему групового портрету, який був поширений у Голландії у XVII столітті, особливо у творах Франса Халса і Рембрандта.
Пейзаж не є чистим фоном, а оточуючою обстановкою, в якій зображена сцена, де кожна група фігур ніби скам'яніла, що підкреслює намір покласти край культу того, хто хрестив Ісуса Христа. У глибині художник окремо зобразив як, ніби на окремій картині, погребіння тіла і голови Івана Хрестителя; серед інших персонажів показана його мати Єлизавета, яка оплакує смерть свого сина.
Спалювання мощей Івана Хрестителя повинно було відвернути віруючих від почитання культу святого. Так римський імператор Флавій Клавдій Юліан, відомий як Юліан Відступник, оголосив себе язичником влітку 361 року. Він бачив єдину можливість виживання язичницьких народів в організації церковного типу, подібній християнській. Гертген об'єднав різні моменти оповіді, створюючи групові портрети, серед яких зображення його замовників в одязі XV століття. Історія охоплює події від поховання залишків дружиною Ірода, ексгумацію і кремацію за наказом Юліана Відступника та виявлення неспалених мощей Лицарями ордену Св. Івана.